# 大港镇
大港镇，是中华人民共和国江西省九江市都昌县下辖的一个乡镇级行政单位。

## 行政区划
大港镇下辖以下地区：
大港村、繁荣村、大田村、漂水村、高塘村、土目源村、邻波村、丹山村、盐田村、梅溪村和里泗村。